# Obryv Majkova
Obryv Majkova (englische Transkription von russisch Обрыв Майкова Obryw Majkowa, deutsch ‚Maikowbruch‘) ist ein Kliff im ostantarktischen Coatsland. In der Shackleton Range ragt es an der Ostflanke des Stratton-Gletschers auf.
Russische Wissenschaftler benannten es. Der Namensgeber ist nicht überliefert.